# Amt Neuhaus (Schiff)
Die Fähre Amt Neuhaus (früher God med ons IV, ehemals Rheinhilde) verkehrt auf der Elbe in Niedersachsen zwischen Bleckede und Neu Bleckede im Landkreis Lüneburg.

## Geschichte
Die Fähre wurde 1939 auf der Schiffswerft Bausch in Köln-Deutz als Rheinhilde für den Fährdienst Bad Honnef–Rolandseck gebaut, dort jedoch in den Kriegsjahren nicht eingesetzt und 1945 geplündert und versenkt. Sie wurde jedoch bald darauf gehoben und wieder einsatzbereit hergerichtet, zunächst jedoch nur als Gierseilfähre. Im Jahr 1948 oder 1950 folgte die Motorisierung und der Einsatz als freifahrende Fähre.
1969 wurde das Schiff außer Dienst gestellt und ein Jahr lang am Fähranleger Bad Honnef aufgelegt, danach wurde es an die Reederei Frans Paas in Cuijk in den Niederlanden für den Fährdienst zwischen Mook und Katwijk über die Maas verkauft. Hier erhielt die Fähre den Namen God med ons IV (Gott mit uns IV). Nach 20 Jahren Einsatz wurde diese Fährstelle nach der Fertigstellung einer nahegelegenen Brücke über die Maas eingestellt, das Schiff stand wiederum zum Verkauf.
Nachdem die Fährverbindung Bleckede–Neu Bleckede nach der deutschen Wiedervereinigung im Jahr 1989 zunächst notdürftig wieder in Betrieb genommen worden war, kaufte man im Jahr 1990 die God med ons IV aus Cuijk. Auf der Überführungsfahrt sank die geschleppte Fähre in der Nordsee in einem Sturm, wurde aber unmittelbar wieder aus 23 m Tiefe geborgen. Der Voith-Schneider-Propeller wurde auf dieser Fahrt bei einem Zwischenstopp in Zollenspieker beschädigt und auf der Hitzler-Werft in Lauenburg ausgetauscht. Seit 1990 ist die Fähre unter dem Namen Amt Neuhaus in Bleckede im Einsatz, 1992 erhielt sie eine neue Antriebsanlage.
Gegen Ende 2026 soll die Amt Neuhaus durch eine neue Biomethan-betriebene Fähre von der Hitzler-Werft ersetzt werden, die über eine Nutzlast von 40 Tonnen verfügen wird und somit auch Lkw und Busse befördern kann.

## Technische Daten
Amt Neuhaus ist eine freifahrende Doppelendfähre mit Rampen an beiden Enden. Das Ruderhaus befindet sich seitlich neben der Fahrbahn. Die Fähre hat eine Gesamtlänge von 32,6 m über die Laderampen, der Rumpf ist 22,4 m lang und 7,66 m breit. Auf jeder Fahrt können neun Pkw transportiert werden. Die Nutzlast der Fähre beträgt 16 Tonnen.